# 广州菜

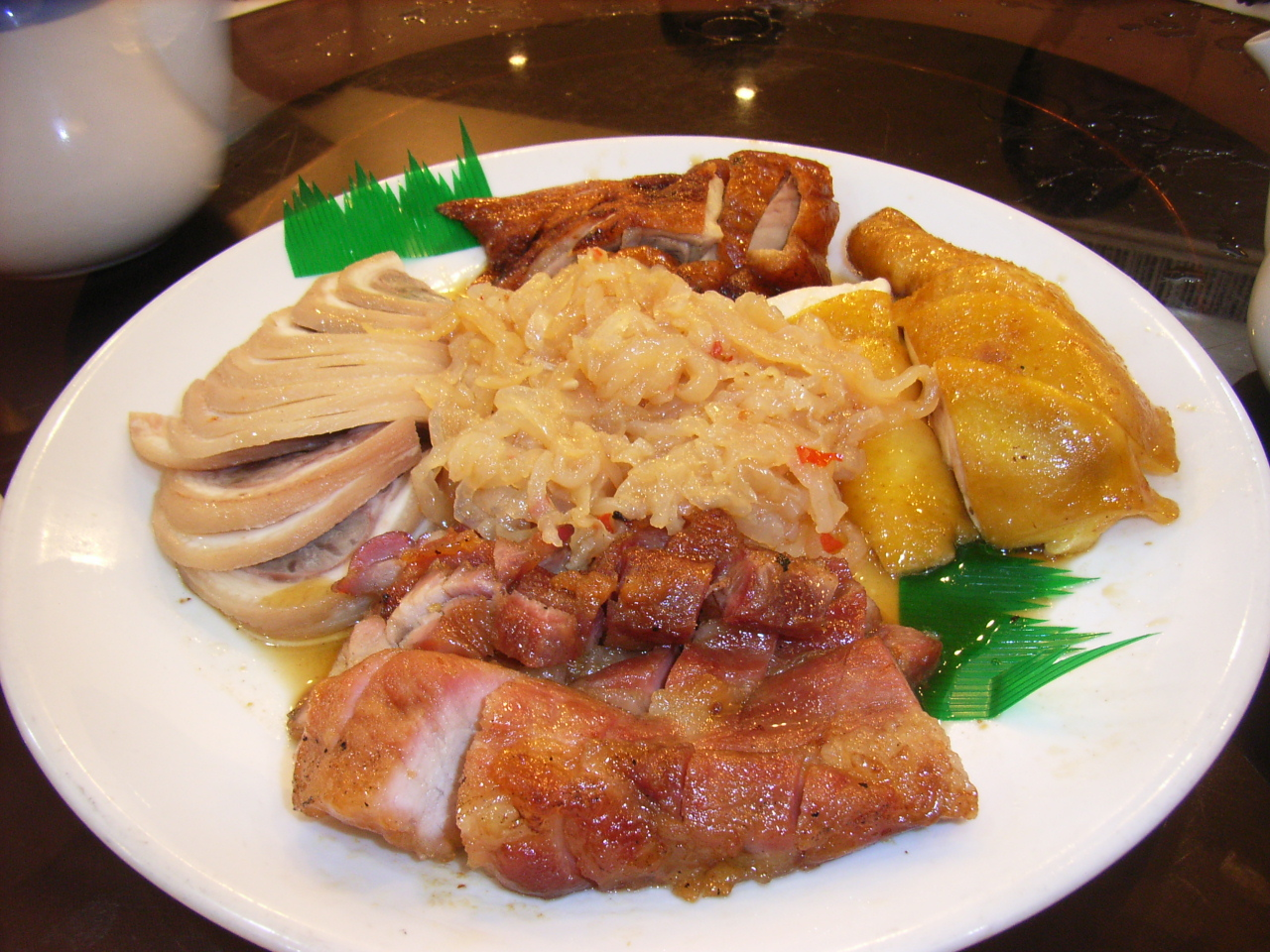
粤菜 - 燒味併盤，是冷盤，有海蜇、叉燒、燒鵝、燒雞、燻蹄等

廣州菜（另稱廣府菜）是四大菜系之一的粵菜中最具代表性的下屬支系。其地域上涵蓋了以廣東省城為中心的珠江三角洲及西、北江流域、舊廣州灣的湛江以及雷州半島各縣、市為範圍的烹飪技藝、菜式。鴉片戰爭後，受西方烹飪文化影響，飲食行家們融匯了廣東民間和西餐的調味方法，使之成為用料廣博、選料精細、技藝精良、千變萬化的廣州菜系。

## 特色
廣府菜最大的特点为「花款多（款式多）、味道鲜」。”除了豬肉、牛肉、魚和雞外，著名菜式有烤乳豬、冬瓜盅、老火湯。蒸、煎、炸等是粤菜餐館最普遍的烹調方法，因爲這些方式烹調時間短，符合保留原味的烹調哲學。
值得注意的是，虽然客家民系和潮汕民系也生活在广东省境内，但客家菜和潮州菜與廣府菜不同，均归纳為粤菜其餘兩種下屬支系。不过，广府菜也在一定程度上受到客家菜和潮州菜的影响。

## 菜式

### 八大名菜
- 烤乳豬
- 八宝冬瓜盅
- 像生大拼盘
- 泮溪茭笋皇
- 脆皮炸蟹钳
- 牡丹鲜虾仁
- 园林香液鸡
- 瓦罉煀水鱼

### 鸡餐
大同酒家脆皮鸡、泮溪酒家香液鸡、北园酒家雕花鸡、大三元酒家茶香鸡、东江饭店盐焗鸡、陶陶居莲花鸡、惠如楼汾香碧绿鸡、周生记太爷鸡、华北饭店贵妃鸡、利口福口福鸡、广州酒家文昌鸡等。

### 其他

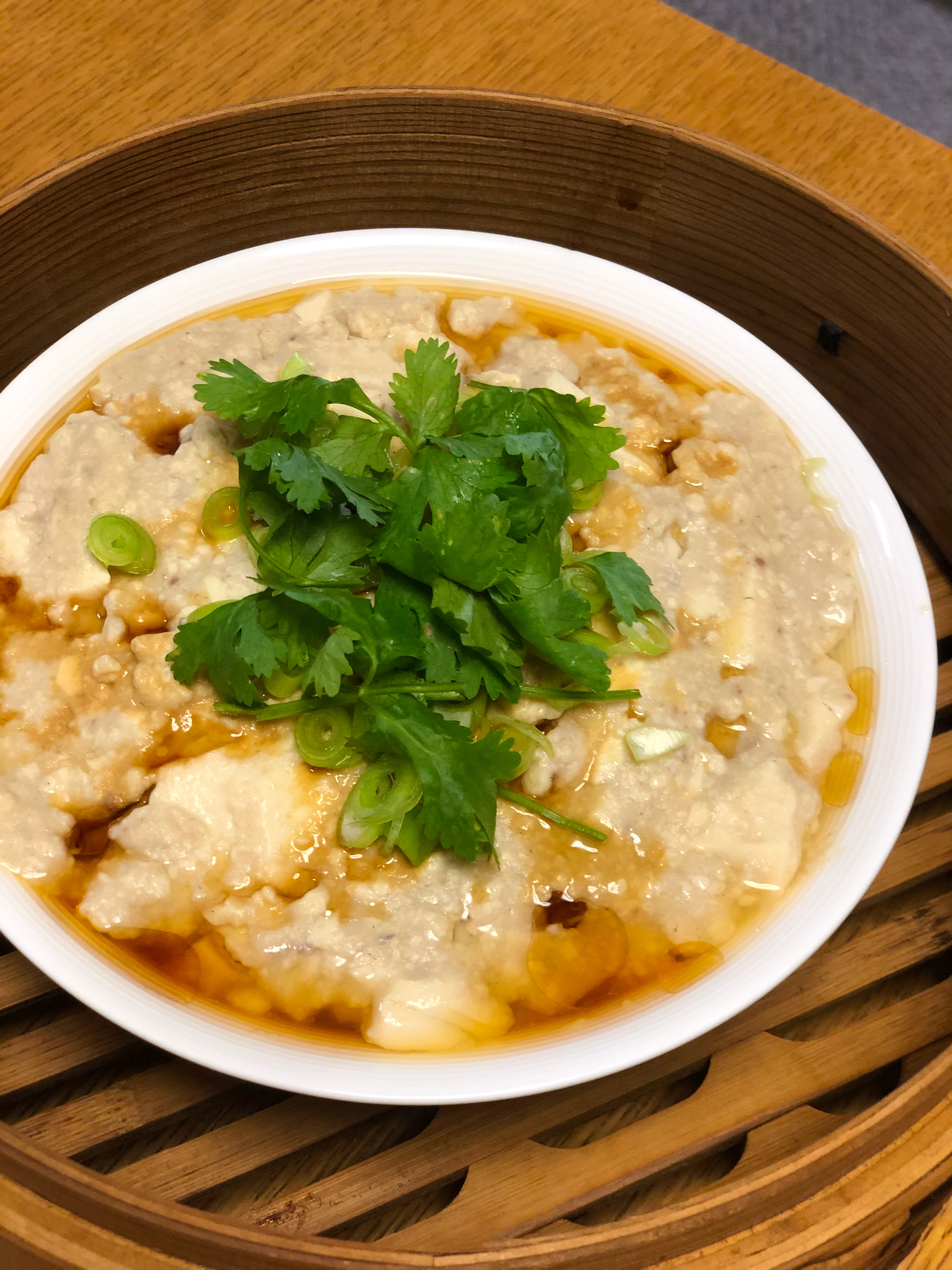
老少平安（豆腐及鲮鱼肉）

- 老少平安[4]
- 江南百花雞
- 鼎湖上素
- 紅燒大裙翅
- 蠔皇鮑甫
- 馄饨面
- 雞子戈渣
- 鮑脯會廣肚
- 雞絲生翅
- 雞茸雪蛤
- 官燕竹笙
- 杏汁官燕
- 鴨汁海參
- 大馬站煲
- 金錢雞、姜葱白切鸡
- 炸釀蟹鉗、百花釀蟹鉗
- 宋公明湯
- 蒜子乾貝
- 炒鴿鬆